# 30 (奥田民生のアルバム)
『30』（さんじゅう）は、日本のミュージシャン奥田民生の2枚目のアルバムである。1995年12月1日発売。発売元はソニーレコーズ。

## 概要
前作『29』からわずか9ヵ月後にリリースされたソロ2作目。タイトルの由来は自身が当時30歳であったことから。本来ならばシングル「悩んで学んで」と同じ1995年10月1日に発売される予定だったが、ジャケットの映画『サタデー・ナイト・フィーバー』のジョン・トラボルタのパロディにクレームがつき、発売延期になってしまった。替わりのジャケット撮影（『29』のセルフ・パロディ）も行ったが、結局は最初の案を写真ではなくイラストにすることで解決し、2ヵ月後に発売された。
収録曲は『29』のそれと同時期に制作されており、レコーディングも『29』のニューヨークでの作業が終わってすぐツアーメンバーとともに日本で行われ、アルバム発売前のライブツアー「tour“29-30”」において既に何曲かは披露されていた。奥田曰く「前作が暗かったのでライブでのバランスをとるため明るい曲が多くなった」とのこと。
ジャケットには11曲しか記載されていないが、12曲目にシークレット・トラックとしてボビー・ヘブの代表曲、「Sunny」のカバーが収録されており、歌詞カードにもこっそりと曲名と歌詞が記載されている。しかしCDのレーベル面には普通に「12. Sunny（作詞・作曲：ボビーヘブ）」と記載されている。
2007年12月19日に完全生産限定盤、紙ジャケット仕様で再発。

## 収録曲
| 全編曲：奥田民生 |                        |                                |                                |       |
| #                | タイトル               | 作詞                           | 作曲                           | 時間  |
| 1.               | 「人間2」              | 奥田民生                       | 奥田民生                       | 4:03  |
| 2.               | 「103」                | 奥田民生                       | 奥田民生                       | 3:12  |
| 3.               | 「トリコになりました」 | 奥田民生                       | 奥田民生                       | 3:04  |
| 4.               | 「コーヒー」           | 奥田民生・アンディ・スターマー | 奥田民生・アンディ・スターマー | 5:10  |
| 5.               | 「たばこのみ」         | 奥田民生                       | 奥田民生                       | 3:51  |
| 6.               | 「Hey! Mountain」      | 奥田民生・アンディ・スターマー | 奥田民生・アンディ・スターマー | 3:48  |
| 7.               | 「つくば山」           | 奥田民生                       | 奥田民生                       | 4:03  |
| 8.               | 「人の息子」           | 奥田民生                       | 奥田民生                       | 3:57  |
| 9.               | 「MADONNA de R.」      | 奥田民生                       | 奥田民生                       | 3:37  |
| 10.              | 「悩んで学んで」       | 奥田民生・アンディ・スターマー | 奥田民生・アンディ・スターマー | 5:49  |
| 11.              | 「厳しいので有る」     | 奥田民生・アンディ・スターマー | 奥田民生・アンディ・スターマー | 5:15  |
| 12.              | 「SUNNY」              | ボビー・ヘブ                   | ボビー・ヘブ                   | 13:29 |
| 合計時間:        | 合計時間:              | 合計時間:                      | 合計時間:                      | 59:18 |

### 曲解説
1. 人間2
『29』収録の「人間」とは曲調も歌詞もまったく異なる。「tour“29-30”」のオープニングナンバー。
2. 103
タイトルの由来は前作の「674（むなしい）」のように「とーさん」と読むわけではなく、歌詞の「ぺ」の数を数えたら103個だったことから。
NHK「ポップジャム」エンディングテーマ曲。
3. トリコになりました
ライブで先行披露されたときは「ハニー」というタイトルだったらしく、映像作品『tamio okuda TOUR“29-30”』のVHS版の表記は「ハニー」になっている（DVD版では修正されている）。アーティストの意向により変更された旨の注意書きが封入されていた。
4. コーヒー
先行シングル。
5. たばこのみ
6. Hey! Mountain
7. つくば山
8. 人の息子
シングル「コーヒー」のカップリング。
9. MADONNA de R.
10. 悩んで学んで
先行シングル。
11. 厳しいので有る
12. SUNNY
9分55秒の無音の後に曲が始まる。ジャケットには表記がないが、CD盤面にタイトル等が書かれている。

## 参加ミュージシャン
- 奥田民生 - ボーカル、エレクトリックギター、アコースティック・ギター、キーボード、ドラムス、バンジョー、サウンド・エフェクト
- 古田たかし - ドラムス、ボーカル、パーカッション
- 長田進 - エレクトリックギター、ボーカル
- 根岸孝旨 - ベース、ボーカル、Biwa Bass、キーボード、Beef Flute、パーカッション、ジューズ・ハープ
- 斎藤有太 - ピアノ、ハモンド B-3、クラビネット、ウーリッツァー、Jupiter-8
- アンディ・スターマー - ドラムス、ボーカル、パーカッション、アコースティック・ギター、グロッケンシュピール、サウンド・エフェクト
- ユンケル河合 - コンガ、シェイカー、タブラ
- 松浦善博 - スライドギター
- 駒沢裕城 - ペダルスティール・ギター
- 美久月千晴 - ベース、マンドリン
- 徳武弘文 - エレクトリックギター
- 中川英二郎 - トロンボーン、バストロンボーン
- 富田素弘 - ピアノ、ウーリッツァー、ハモンド B-3
- 阿部義晴 - Tamitoron